# Obmodek
Obmodek (latinsko Epididymis) je del moških spolnih organov. Je podolgovat organ, ki leži zadaj ob modu. Glava obmodka je ob gornjem polu moda, rep obmodka pa se spušča ob modu navzdol. V repu se odvodni, zbiralni kalčki združijo v semenovod.